# Elecciones estatales de Bahía de 2022
Las elecciones estatales de Bahía de 2022 se llevaron a cabo el 2 de octubre, en una primera vuelta, y el 30 de octubre, en una segunda vuelta; siendo parte de las elecciones generales de Brasil. Los ciudadanos del estado eligieron gobernador, un senador, 39 diputados federales y 63 diputados estatales.
El gobernador y el vicegobernador elegidos en esta elección ejercerán su mandato unos días más. Esto se debe a la Reforma Constitucional n° 111, que modificó la Constitución Federal y dispuso que el mandato de los gobernadores de los estados y del Distrito Federal debe comenzar el 6 de enero siguiente a la elección. Esta medida solo entrará en vigor a partir de 2027, por lo que los elegidos en 2022 seguirán asumiendo sus cargos el 1 de enero de 2023.
En 2018, el gobernador Rui Costa, del Partido de los Trabajadores (PT), fue reelecto en primera vuelta, con 5.096.062 votos, equivalente al 75,50% de los votos válidos. Por ley electoral, Costa no es elegible para un nuevo período consecutivo. Para la elección al Senado Federal, estaba en disputa la vacancia del actual senador Otto Alencar, del Partido Socialdemócrata (PSD), quien se postuló a la reelección y resultó reelegido, con el 58,30% de los votos válidos.
Por segunda vez en la historia, Bahía decidió la elección para gobernador en segunda vuelta, en disputa entre ACM Neto, de Unión Brasil (UNIÃO) y Jerônimo Rodrigues, del Partido de los Trabajadores (PT). La primera vez que una elección se definió en segunda vuelta para una elección del estado de Bahía ocurrió en las elecciones de 1994, entre Paulo Souto, del Partido del Frente Liberal (PFL) y João Durval Carneiro del Partido de la Movilización Nacional (PMN). El candidato Jerônimo Rodrigues resultó elegido en la segunda vuelta, con el 52,79% de los votos válidos.

## Calendario electoral
| Calendario electoral       | Calendario electoral                                                                 |
| -------------------------- | ------------------------------------------------------------------------------------ |
| 15 de mayo                 | Inicio del financiamineto de precandidatos                                           |
| 20 de julio al 5 de agosto | Convenciones partidarias para elegir candidatos y coaliciones                        |
| 2 de octubre               | Primera vuelta de las elecciones                                                     |
| 7 al 28 de octubre         | Publicidad electoral gratuita en radio y televisión sobre una posible segunda vuelta |
| 30 de octubre              | Segunda vuelta electoral                                                             |
| hasta el 19 de diciembre   | Graduación de los elegidos por la Justicia Electoral                                 |

## Candidatos

### Gobernador

Candidato más votado por municipio (417):
Otto Alencar (382)
Cacá Leão (31)
Raíssa Soares (4)

Las convenciones del partido comenzaron el 20 de julio y se prolongaron hasta el 5 de agosto. Los partidos políticos tienen hasta el 15 de agosto de 2022 para registrar formalmente a sus candidatos. Los siguientes políticos confirmaron sus candidaturas.
Nota: el siguiente cuadro está organizado en orden alfabético de candidatos, según el nombre registrado en el Tribunal Electoral.
     Candidato electo     Candidato que paso a segunda vuelta
| Governador(a)      | Governador(a) | Governador(a) | Vice-Governador(a) | Vice-Governador(a) | Vice-Governador(a) | Nª | Coalición / Federación                                                                                                 | Tiempo en franja |
| Candidato          | Partido       | Partido       | Candidato          | Partido            | Partido            | Nª | Coalición / Federación                                                                                                 | Tiempo en franja |
| ------------------ | ------------- | ------------- | ------------------ | ------------------ | ------------------ | -- | --- | ---------------- |
| ACM Neto           |               | UNIÃO         | Ana Coelho         |                    | Republicanos       | 44 | Para Cambiar a Bahia UNIÃO, Republicanos, PP, Fed (PSDB, Cidadania), PSC, PTB, PDT, PODE, PRTB, Solidariedade, PMN, DC | 4m39s            |
| Giovani Damico     |               | PCB           | João Coimbra       |                    | PCB                | 21 | Partido Comunista Brasileño                                                                                            |                  |
| Jerônimo Rodrigues |               | PT            | Geraldo Júnior     |                    | MDB                | 13 | Por Bahia, Por Brasil FE Brasil (PT, PCdoB e PV), PSD, PSB, Avante e MDB                                               | 3m39s            |
| João Roma          |               | PL            | Leonídia Umbelina  |                    | PMB                | 22 | Bahia de Manos a Mano con Brasil PL, PMB, Patriota, Agir e PROS                                                        | 1m12s            |
| Kleber Rosa        |               | PSOL          | Ronaldo Mansur     |                    | PSOL               | 50 | Ahora es el tiempo de la gente Federación PSOL, REDE                                                                   | 27s              |
| Marcelo Millet     |               | PCO           | Roque Vieira Jr.   |                    | PCO                | 29 | Partido de la Causa Obrera                                                                                             |                  |

## Candidatos al Senado Federal
Las convenciones del partido comenzaron el 20 de julio y se prolongaron hasta el 5 de agosto. Los partidos políticos tienen hasta el 15 de agosto de 2022 para registrar formalmente a sus candidatos. Los siguientes políticos confirmaron sus candidaturas.

### Candidaturas confirmadas
Nota: el siguiente cuadro está organizado en orden alfabético de candidatos, según el nombre registrado en el Tribunal Electoral.
     Candidato electo
| Senador(a)            | Senador(a) | Senador(a) | Suplentes        | Suplentes | Suplentes | Suplentes                 | Suplentes | Suplentes | Coalición / Federación                                                                                 | Nª  | Tiempo en franja        |
| Candidato             | Partido    | Partido    | Candidato        | Partido   | Partido   | Candidato                 | Partido   | Partido   | Coalición / Federación                                                                                 | Nª  | Tiempo en franja        |
| --------------------- | ---------- | ---------- | ---------------- | --------- | --------- | ------------------------- | --------- | --------- | --- | --- | ----------------------- |
| Cacá Leão             |            | PP         | Ronaldo Carletto |           | PP        | Irma Lemos                |           | UNIÃO     | Para Cambiar a Bahia UNIÃO, Republicanos, PP, Fed (PSDB, Cidadania), PSC, PTB, PDT, PODE, PRTB, SD, DC | 111 | 2m19s                   |
| Cícero Araújo         |            | PCO        | Silvano Souza    |           | PCO       | Pedro Henrique Cavalcanti |           | PCO       | | 290 |                         |
| Doutora Raíssa Soares |            | PL         | Ulisses Brambini |           | PL        | Zildete Silva             |           | PL        | Bahia de Manos a Mano con Brasil PL, PMB, Patriota, Agir e PROS                                        | 222 | 36s                     |
| Marcelo Barreto       |            | PMN        | Marivaldo Neves  |           | PMN       | Rosa Virgínia Montalvão   |           | PMN       | Sem coligação                                                                                          | 333 | Sem tempo de rádio e TV |
| Otto Alencar          |            | PSD        | Terence Oliveira |           | PT        | Hildinha Menezes          |           | PSD       | Por Bahia, Por Brasil FE Brasil (PT, PCdoB e PV), PSD, PSB, Avante e MDB                               | 555 | 1m49s                   |
| Tâmara Azevedo        |            | PSOL       | Prof Max         |           | PSOL      | Zem Costa                 |           | PSOL      | Ahora es el tiempo de la gente Federación (PSOL, REDE) UP                                              | 500 | 13s                     |

### Candidatos que declinaron
- João Leão (PP) - Vicegobernador de Bahía (2015–act); diputado federal por Bahía (1995–2015) y Alcalde de Lauro de Freitas (1989–1993). Dijo que el retiro se debe a la edad ya la dificultad de seguir el ritmo del precandidato al gobierno de Bahía, ACM Neto.[28]

## Debates
| Fecha      | Organizadores                                | Jerônimo (PT) | João Roma (PL) | ACM Neto (UNIÃO) | Kleber Rosa (PSOL) |
| ---------- | -------------------------------------------- | ------------- | -------------- | ---------------- | ------------------ |
| 07/08/2022 | TV Bandeirantes Bahia e BandNews FM Salvador | P             | P              | A                | P                  |
| 06/09/2022 | TV Educativa da Bahia e Educadora FM         | P             | P              | A                | P                  |
| 27/09/2022 | TV Bahia e G1 Bahia                          | P             | P              | P                | P                  |

## Encuestas

### Primera vuelta
La primera ronda tuvo lugar el 2 de octubre de 2022 y resultó en una segunda ronda entre ACM Neto y Jerônimo Rodrigues.
2022
| Encuestadora                    | Fecha                           | Muestra | Neto UNIÃO | Jerônimo PT | Roma PL | Rosa PSOL | Damico PCB | Millet PCO | NS/NR | Ventaja |    |    |    |     |     |
| ------------------------------- | ------------------------------- | --- | --- | --- | --- | --- | --- | --- | --- | --- | -- | -- | -- | --- | --- |
| Encuestadora                    | Fecha                           | Muestra | DataFolha/Metrópole | 30 de setembro-1 de outubro de 2022 | 2.500 | 46% | 34% | 8% | NS/NR | Ventaja | 1% | 1% | 1% | 10% | 12% |
| AtlasIntel/A Tarde              | 26–30 de setembro de 2022       | 2.000 | 39% | 45,4% | 8,7% | 1,9% | – | – | 2,9% | 6,4% |    |    |    |     |     |
| DataQualy/Política Livre        | 23–29 de setembro de 2022       | 2.028 | 49,1% | 29,6% | 4,7% | 0,5% | 0,2% | 0,3% | 15,6% | 19,5% |    |    |    |     |     |
| Veritá/Tripper                  | 24–28 de setembro de 2022       | 3.024 | 40,9% | 36,5% | 14% | 0,6% | 0,2% | 0,1% | 7,8% | 4,4% |    |    |    |     |     |
| AtlasIntel/A Tarde              | 22–26 de setembro de 2022       | 1.600 | 39,6% | 46,5% | 9,9% | 1,5% | – | – | 2,4% | 6,9% |    |    |    |     |     |
| Paraná Pesquisas/Bahia Notícias | 19-23 de setembro de 2022       | 1.540 | 46,5% | 30,2% | 9,7% | 0,5% | 0,3% | 0,6% | 12,2% | 16,3% |    |    |    |     |     |
| IPEC/TV Bahia                   | 20-22 de setembro de 2022       | 1.504 | 47% | 32% | 6% | 1% | – | 1% | 12% | 15% |    |    |    |     |     |
| DataFolha/Metrópole             | 19-21 de setembro de 2022       | 1.526 | 48% | 31% | 8% | 0% | 0% | 1% | 12% | 17% |    |    |    |     |     |
| Paraná Pesquisas/Bahia Notícias | 14-18 de setembro de 2022       | 1.540 | 51,2% | 24,2% | 10,4% | 1% | 0,5% | 1% | 11,8% | 27% |    |    |    |     |     |
| DataFolha/Metrópole             | 12-14 de setembro de 2022       | 1.212 | 49% | 28% | 7% | 1% | 1% | 1% | 14% | 21% |    |    |    |     |     |
| Paraná Pesquisas/Bahia Notícias | 1-5 de setembro de 2022         | 1.540 | 52,9% | 20,5% | 11,6% | 0,8% | 0,6% | 1% | 12,7% | 32,4% |    |    |    |     |     |
| Real Big Time Data/RecordTV     | 2-3 de setembro de 2022         | 1.200 | 49% | 24% | 9% | – | – | – | 18% | 25% |    |    |    |     |     |
| IPEC/TV Bahia                   | 23-25 de agosto de 2022         | 1.008 | 56% | 13% | 7% | 1% | – | 2% | 20% | 43% |    |    |    |     |     |
| DataFolha/Metrópole             | 22-24 de agosto de 2022         | 1.008 | 54% | 16% | 8% | – | 1% | 1% | 20% | 38% |    |    |    |     |     |
| Paraná Pesquisas/Bahia Notícias | 11-15 de agosto de 2022         | 1.640 | 53,5% | 18,2% | 11,1% | 0,2% | 0,4% | 0,9% | 15,7% | 35,3% |    |    |    |     |     |
| 9 de agosto de 2022             | 9 de agosto de 2022             | El Partido de la Causa Obrera lanza a Marcelo Millet como candidato. | El Partido de la Causa Obrera lanza a Marcelo Millet como candidato. | El Partido de la Causa Obrera lanza a Marcelo Millet como candidato. | El Partido de la Causa Obrera lanza a Marcelo Millet como candidato. | El Partido de la Causa Obrera lanza a Marcelo Millet como candidato. | El Partido de la Causa Obrera lanza a Marcelo Millet como candidato. | El Partido de la Causa Obrera lanza a Marcelo Millet como candidato. | El Partido de la Causa Obrera lanza a Marcelo Millet como candidato. | El Partido de la Causa Obrera lanza a Marcelo Millet como candidato. |    |    |    |     |     |
| Encuestadora                    | Fecha                           | Muestra | Neto UNIÃO | Jerônimo PT | Roma PL | Rosa PSOL | Damico PCB | Otros | NS/NR | Ventaja |    |    |    |     |     |
| Encuestadora                    | Fecha                           | Muestra | | | | | | Otros | NS/NR | Ventaja |    |    |    |     |     |
| AtlasIntel/A Tarde              | 30 de julho–4 de agosto de 2022 | 1.600 | 38,8% | 37,8% | 13,2% | 1,4% | 0,1% | – | 8,6% | 1% |    |    |    |     |     |
| Instituto França de Pesquisas   | 18–28 de julho de 2022          | 1.213 | 53,72% | 12,78% | 8,47% | 0,07% | 1,07% | – | 23,89% | 40,94% |    |    |    |     |     |
| Instituto França de Pesquisas   | 18–28 de julho de 2022          | 1.213 | 44,95% | 23,86% | 13,89% | – | – | [ 31 ] | 17,3% | 21,09% |    |    |    |     |     |
| Séculus                         | 23–26 de julho de 2022          | 1.526 | 60,94% | 13,04% | 7,86% | – | – | – | 18,16% | 47,9% |    |    |    |     |     |
| Quaest/Genial                   | 9–12 de julho de 2022           | 1.140 | 61% | 11% | 6% | 1% | 0% | – | 21% | 50% |    |    |    |     |     |
| Quaest/Genial                   | 9–12 de julho de 2022           | 1.140 | 65% | 13% | – | 2% | – | – | 19% | 52% |    |    |    |     |     |
| Quaest/Genial                   | 9–12 de julho de 2022           | 1.140 | 63% | 12% | 7% | – | – | – | 18% | 51% |    |    |    |     |     |
| Quaest/Genial                   | 9–12 de julho de 2022           | 1.140 | 43% | 38% | 11% | – | – | [ 32 ] | 8% | 5% |    |    |    |     |     |
| Real Time Big Data/RecordTV     | 6–7 de julho de 2022            | 1.500 | 56% | 18% | 10% | 1% | – | [ 33 ] | 15% | 38% |    |    |    |     |     |
| EXAME/IDEIA                     | 1–6 de julho de 2022            | 1.000 | 51% | 18% | 13% | 2% | – | – | 16% | 33% |    |    |    |     |     |
| Paraná Pesquisas/Bahia Notícias | 30 de junho–4 de julho de 2022  | 1.640 | 58% | 15,8% | 9,1% | 0,4% | 0,1% | – | 16,7% | 42,2% |    |    |    |     |     |
| Séculus/Informe Baiano          | 6–9 de junho de 2022            | 1.526 | 60,55% | 12,19% | 7,14% | – | – | – | 20,12% | 48,36% |    |    |    |     |     |
| Séculus/Informe Baiano          | 6–9 de junho de 2022            | 1.526 | 56,42% | 19,92% | 8,52% | – | – | [ 34 ] | 15,14% | 36,5% |    |    |    |     |     |
| Real Time Big Data/RecordTV     | 7–8 de junho de 2022            | 1.500 | 56% | 18% | 10% | 1% | – | – | 15% | 38% |    |    |    |     |     |
| Quaest/Genial                   | 13–16 de maio de 2022           | 1.140 | 67% | 6% | 5% | 1% | – | – | 20% | 61% |    |    |    |     |     |
| Quaest/Genial                   | 13–16 de maio de 2022           | 1.140 | 70% | 8% | – | 2% | – | – | 19% | 62% |    |    |    |     |     |
| Quaest/Genial                   | 13–16 de maio de 2022           | 1.140 | 47% | 34% | 10% | – | – | [ 35 ] | 10% | 13% |    |    |    |     |     |
| Opnus/Salvador FM               | 28 de abril–2 de maio de 2022   | 1.500 | 64% | 22% | 8% | 1% | – | – | 16% | 42% |    |    |    |     |     |
| Opnus/Salvador FM               | 28 de abril–2 de maio de 2022   | 1.500 | 44% | 32% | 12% | 1% | – | [ 36 ] | 11% | 12% |    |    |    |     |     |
| Paraná Pesquisas                | 19–24 de abril de 2022          | 1.820 | 55,4% | 16,1% | 10,1% | 1% | 0,5% | – | 16,7% | 39,3% |    |    |    |     |     |
| Séculus/Informe Baiano          | 20–22 de abril de 2022          | 1.526 | 61,54% | 11,26% | 5,47% | 0,77% | 0,45% | – | 8,3% | 50,28% |    |    |    |     |     |
| Séculus/RecordTV Itapoan        | 24–26 de março de 2022          | 1.526 | 63,48% | 6,54% | 5,69% | 1,83% | – | – | 22,45% | 56,94% |    |    |    |     |     |
| Séculus/RecordTV Itapoan        | 24–26 de março de 2022          | 1.526 | 55,63% | 20,29% | 6,54% | – | – | [ 37 ] | 17,54% | 35,34% |    |    |    |     |     |
| Quaest/Genial                   | 16–19 de março de 2022          | 1.140 | 66% | 4% | 5% | 2% | – | – | 23% | 62% |    |    |    |     |     |
| Quaest/Genial                   | 16–19 de março de 2022          | 1.140 | 69% | 6% | – | 3% | – | – | 22% | 63% |    |    |    |     |     |
| Quaest/Genial                   | 16–19 de março de 2022          | 1.140 | 43% | 37% | 9% | – | – | [ 39 ] | 11% | 6% |    |    |    |     |     |
| Opnus/Nova Salvador FM          | 16–18 de março de 2022          | 1.500 | 65% | 6% | 8% | 1% | – | – | 20% | 57% |    |    |    |     |     |
| 11–25 de março de 2022          | 11–25 de março de 2022          | El Partido de los Trabalhadores oficializa a Jerônimo Rodrigues como precandidato. Otros precandidatos anuncian su candidatura. João Roma deja los Republicanos y se une al Partido Liberal. | El Partido de los Trabalhadores oficializa a Jerônimo Rodrigues como precandidato. Otros precandidatos anuncian su candidatura. João Roma deja los Republicanos y se une al Partido Liberal. | El Partido de los Trabalhadores oficializa a Jerônimo Rodrigues como precandidato. Otros precandidatos anuncian su candidatura. João Roma deja los Republicanos y se une al Partido Liberal. | El Partido de los Trabalhadores oficializa a Jerônimo Rodrigues como precandidato. Otros precandidatos anuncian su candidatura. João Roma deja los Republicanos y se une al Partido Liberal. | El Partido de los Trabalhadores oficializa a Jerônimo Rodrigues como precandidato. Otros precandidatos anuncian su candidatura. João Roma deja los Republicanos y se une al Partido Liberal. | El Partido de los Trabalhadores oficializa a Jerônimo Rodrigues como precandidato. Otros precandidatos anuncian su candidatura. João Roma deja los Republicanos y se une al Partido Liberal. | El Partido de los Trabalhadores oficializa a Jerônimo Rodrigues como precandidato. Otros precandidatos anuncian su candidatura. João Roma deja los Republicanos y se une al Partido Liberal. | El Partido de los Trabalhadores oficializa a Jerônimo Rodrigues como precandidato. Otros precandidatos anuncian su candidatura. João Roma deja los Republicanos y se une al Partido Liberal. | El Partido de los Trabalhadores oficializa a Jerônimo Rodrigues como precandidato. Otros precandidatos anuncian su candidatura. João Roma deja los Republicanos y se une al Partido Liberal. |    |    |    |     |     |
| Encuestadora                    | Fecha                           | Muestra | Neto UNIÃO | Jaques PT | Roma REP | Bernadete PSOL | Otto PSD | Otros | NS/NR | Ventaja |    |    |    |     |     |
| Encuestadora                    | Fecha                           | Muestra | | | | | | Otros | NS/NR | Ventaja |    |    |    |     |     |
| Real Time Big Data/RecordTV     | 21–22 de fevereiro de 2022      | 1.200 | 45% | 30% | 9% | 5% | – | – | 11% | 15% |    |    |    |     |     |
| Real Time Big Data/RecordTV     | 21–22 de fevereiro de 2022      | 1.200 | 48% | – | 10% | 7% | 17% | – | 18% | 31% |    |    |    |     |     |
| 8 de fevereiro de 2022          | 8 de fevereiro de 2022          | El Tribunal Superior Electoral (TSE) aprueba el registro y estatuto de Unión Brasil, partido resultante de la fusión entre Demócratas y el Partido Social Liberal.                           | El Tribunal Superior Electoral (TSE) aprueba el registro y estatuto de Unión Brasil, partido resultante de la fusión entre Demócratas y el Partido Social Liberal.                           | El Tribunal Superior Electoral (TSE) aprueba el registro y estatuto de Unión Brasil, partido resultante de la fusión entre Demócratas y el Partido Social Liberal.                           | El Tribunal Superior Electoral (TSE) aprueba el registro y estatuto de Unión Brasil, partido resultante de la fusión entre Demócratas y el Partido Social Liberal.                           | El Tribunal Superior Electoral (TSE) aprueba el registro y estatuto de Unión Brasil, partido resultante de la fusión entre Demócratas y el Partido Social Liberal.                           | El Tribunal Superior Electoral (TSE) aprueba el registro y estatuto de Unión Brasil, partido resultante de la fusión entre Demócratas y el Partido Social Liberal.                           | El Tribunal Superior Electoral (TSE) aprueba el registro y estatuto de Unión Brasil, partido resultante de la fusión entre Demócratas y el Partido Social Liberal.                           | El Tribunal Superior Electoral (TSE) aprueba el registro y estatuto de Unión Brasil, partido resultante de la fusión entre Demócratas y el Partido Social Liberal.                           | El Tribunal Superior Electoral (TSE) aprueba el registro y estatuto de Unión Brasil, partido resultante de la fusión entre Demócratas y el Partido Social Liberal.                           |    |    |    |     |     |
| Encuestadora                    | Fecha                           | Muestra | Neto DEM | Jaques PT | Roma REP | Raíssa PL | Mendes PSOL | Otros | NS/NR | Ventaja |    |    |    |     |     |
| Encuestadora                    | Fecha                           | Muestra | | | | | | Otros | NS/NR | Ventaja |    |    |    |     |     |
| Séculus/Bahia Notícias          | 24–27 de janeiro de 2022        | 1.526 | 54,72% | 24,57% | 4,26% | 0,59% | – | 3,68% | 12,19% | 30,15% |    |    |    |     |     |
| Séculus/Bahia Notícias          | 24–27 de janeiro de 2022        | 1.526 | 55,7% | 25,56% | 5,57% | – | – | 1,05% | 12,12% | 30,14% |    |    |    |     |     |
| Opnus/Metrópole                 | 19–22 de janeiro de 2022        | 1.500 | 52% | 29% | 5% | – | 1% | – | 13% | 23% |    |    |    |     |     |
| Opnus/Metrópole                 | 19–22 de janeiro de 2022        | 1.500 | 33% | 46% | 11% | – | 1% | [ 46 ] | 9% | 13% |    |    |    |     |     |

2021
| Encuestadora       | Fecha                      | Muestra | Neto DEM         | Jaques PT                  | Roma REP | Raíssa IND | Mendes PSOL | Otros  | NS/NR  | Ventaja |      |      |      |      |       |       |
| ------------------ | -------------------------- | ------- | ---------------- | -------------------------- | -------- | ---------- | ----------- | ------ | ------ | ------- | ---- | ---- | ---- | ---- | ----- | ----- |
| Encuestadora       | Fecha                      | Muestra | Paraná Pesquisas | 24–28 de noviembre de 2021 | 2.002    | 54,8%      | 23,1%       | Otros  | NS/NR  | Ventaja | 3,9% | 2,6% | 0,3% | 0,9% | 14,3% | 31,7% |
| 55,1%              | 23,3%                      | 4%      | Paraná Pesquisas | 24–28 de noviembre de 2021 | 2.002    | 2,7%       | 0,4%        | –      | 14,4%  | 31,8%   |      |      |      |      |       |       |
| 56,2%              | 23,5%                      | 5,2%    | Paraná Pesquisas | 24–28 de noviembre de 2021 | 2.002    | –          | –           | –      | 15,1%  | 32,7%   |      |      |      |      |       |       |
| 36,6%              | 36,8%                      | 13,6%   | Paraná Pesquisas | 24–28 de noviembre de 2021 | 2.002    | –          | –           | [ 48 ] | 13%    | 0,2%    |      |      |      |      |       |       |
| Real Time Big Data | 24–25 de noviembre de 2021 | 1.000   | 43%              | 30%                        | 9%       | –          | –           | 3%     | 15%    | 13%     |      |      |      |      |       |       |
| Real Time Big Data | 24–25 de noviembre de 2021 | 1.000   | 45%              | 30%                        | –        | –          | –           | –      | 25%    | 15%     |      |      |      |      |       |       |
| Paraná Pesquisas   | 4–7 de agosto de 2021      | 2.008   | 50%              | 24,1%                      | 3%       | 3,7%       | 1,3%        | –      | 16,9%  | 25,9%   |      |      |      |      |       |       |
| Paraná Pesquisas   | 4–7 de agosto de 2021      | 2.008   | 52,3%            | 25,4%                      | 4,5%     | –          | –           | –      | 17,8%  | 26,9%   |      |      |      |      |       |       |
| Paraná Pesquisas   | 4–7 de agosto de 2021      | 2.008   | 37,9%            | 35%                        | 13,7%    | –          | –           | [ 50 ] | 13,5%  | 2,9%    |      |      |      |      |       |       |
| Real Time Big Data | 13–15 de julho de 2021     | 1.200   | 41%              | 27%                        | 4%       | –          | –           | 2%     | 26%    | 14%     |      |      |      |      |       |       |
| Real Time Big Data | 13–15 de julho de 2021     | 1.200   | 35%              | 29%                        | 15%      | –          | –           | 2%     | 19%    | 6%      |      |      |      |      |       |       |
| Instituto Ranking  | 10–14 de julho de 2021     | 2.000   | 27,35%           | 18,15%                     | 0,75%    | 1,75%      | 0,55%       | 5,45%  | 46%    | 9,2%    |      |      |      |      |       |       |
| Instituto Ranking  | 10–14 de julho de 2021     | 2.000   | 42,15%           | 27%                        | 1,05%    | 3,1%       | 0,85%       | 8,3%   | 17,55% | 15,15%  |      |      |      |      |       |       |
| Paraná Pesquisas   | 12–15 de maio de 2021      | 2.002   | 38%              | 33,6%                      | 15,2%    | –          | –           | –      | 13,2%  | 4,4%    |      |      |      |      |       |       |

### Segundo turno
La segunda ronda se llevó a cabo entre ACM Neto y Jerônimo Rodrigues el 30 de octubre de 2022.
| Encuestadora                    | Fecha                                              | Muestra                                            | Neto UNIÃO                                         | Jerônimo PT                                        | NS/NR                                              | Ventaja                                            |       |     |     |    |    |
| ------------------------------- | -------------------------------------------------- | -------------------------------------------------- | -------------------------------------------------- | -------------------------------------------------- | -------------------------------------------------- | -------------------------------------------------- | ----- | --- | --- | -- | -- |
| Encuestadora                    | Fecha                                              | Muestra                                            | IPEC/TV Bahia                                      | 27-29 de outubro de 2022                           | NS/NR                                              | Ventaja                                            | 2.000 | 47% | 48% | 5% | 1% |
| AtlasIntel/A Tarde              | 26-28 de outubro de 2022                           | 2.000                                              | 45,2%                                              | 52,3%                                              | 2,5%                                               | 7,1%                                               |       |     |     |    |    |
| Veritá                          | 25-27 de outubro de 2022                           | 2.010                                              | 49,6%                                              | 45,9%                                              | 4,6%                                               | 3,7%                                               |       |     |     |    |    |
| Paraná Pesquisas/Bahia Notícias | 22–26 de outubro de 2022                           | 1.580                                              | 44,9%                                              | 48,4%                                              | 6,7%                                               | 3,5%                                               |       |     |     |    |    |
| AtlasIntel/A Tarde              | 21–25 de outubro de 2022                           | 2.000                                              | 44,4%                                              | 53,2%                                              | 2,5%                                               | 8,8%                                               |       |     |     |    |    |
| AtlasIntel/A Tarde              | 18–22 de outubro de 2022                           | 2.000                                              | 43,8%                                              | 53,2%                                              | 3%                                                 | 9,4%                                               |       |     |     |    |    |
| IPEC/TV Bahia                   | 18–20 de outubro de 2022                           | 1.504                                              | 44%                                                | 48%                                                | 8%                                                 | 4%                                                 |       |     |     |    |    |
| Paraná Pesquisas/Bahia Notícias | 14–19 de outubro de 2022                           | 1.580                                              | 45,6%                                              | 46,8%                                              | 7,6%                                               | 1,2%                                               |       |     |     |    |    |
| Real Time Big Data/RecordTV     | 17–18 de outubro de 2022                           | 1.200                                              | 44%                                                | 52%                                                | 4%                                                 | 8%                                                 |       |     |     |    |    |
| AtlasIntel/A Tarde              | 9–13 de outubro de 2022                            | 1.620                                              | 44,2%                                              | 54%                                                | 1,7%                                               | 9,8%                                               |       |     |     |    |    |
| Real Time Big Data/RecordTV     | 10–11 de outubro de 2022                           | 1.200                                              | 47%                                                | 47%                                                | 6%                                                 | –                                                  |       |     |     |    |    |
| 2 de outubro de 2022            | Confirmada la 2ª vuelta entre ACM Neto y Jerônimo. | Confirmada la 2ª vuelta entre ACM Neto y Jerônimo. | Confirmada la 2ª vuelta entre ACM Neto y Jerônimo. | Confirmada la 2ª vuelta entre ACM Neto y Jerônimo. | Confirmada la 2ª vuelta entre ACM Neto y Jerônimo. | Confirmada la 2ª vuelta entre ACM Neto y Jerônimo. |       |     |     |    |    |
| DataFolha/Metrópole             | 20–22 de setembro de 2022                          | 1.504                                              | 54%                                                | 38%                                                | 8%                                                 | 16%                                                |       |     |     |    |    |
| AtlasIntel/A Tarde              | 22-26 de setembro de 2022                          | 1.600                                              | 46,2%                                              | 47,7%                                              | 6%                                                 | 1,5%                                               |       |     |     |    |    |
| IPEC/TV Bahia                   | 20–22 de setembro de 2022                          | 1.504                                              | 52%                                                | 35%                                                | 13%                                                | 17%                                                |       |     |     |    |    |
| DataFolha/Metrópole             | 19–21 de setembro de 2022                          | 1.526                                              | 58%                                                | 35%                                                | 6%                                                 | 23%                                                |       |     |     |    |    |
| DataFolha/Metrópole             | 12–14 de setembro de 2022                          | 1.212                                              | 60%                                                | 33%                                                | 7%                                                 | 27%                                                |       |     |     |    |    |
| DataFolha/Metrópole             | 22–24 de agosto de 2022                            | 1.008                                              | 68%                                                | 23%                                                | 10%                                                | 45%                                                |       |     |     |    |    |
| AtlasIntel/A Tarde              | 30 de julho–4 de agosto de 2022                    | 1.600                                              | 42,7%                                              | 39,9%                                              | –                                                  | 2,8%                                               |       |     |     |    |    |
| Quaest/Genial                   | 9–12 de julho de 2022                              | 1.140                                              | 66%                                                | 17%                                                | 17%                                                | 49%                                                |       |     |     |    |    |
| EXAME/IDEIA                     | 1–6 de julho de 2022                               | 1.000                                              | 58%                                                | 19%                                                | 23%                                                | 39%                                                |       |     |     |    |    |
| Quaest/Genial                   | 13–16 de maio de 2022                              | 1,140                                              | 73%                                                | 11%                                                | 16%                                                | 62%                                                |       |     |     |    |    |

### Senador
2022
| Encuestadora                    | Fecha                           | Muestra | Otto PSD | Cacá PP | Raíssa PL | Barreto PL | Tâmara PSOL | Cícero PCO | NS/NR | Ventaja |    |    |    |     |     |
| ------------------------------- | ------------------------------- | --- | --- | --- | --- | --- | --- | --- | --- | --- | -- | -- | -- | --- | --- |
| Encuestadora                    | Fecha                           | Muestra | DataFolha/Metrópole | 30 de setembro-1 de outubro de 2022 | 1.526 | 39% | 21% | 8% | NS/NR | Ventaja | 2% | 2% | 2% | 27% | 18% |
| AtlasIntel/A Tarde              | 26–30 de setembro de 2022       | 2.000 | 51,6% | 17,5% | 11% | 6,2% | 0,3% | 0,3% | 13,1% | 32,3% |    |    |    |     |     |
| Veritá/Tripper                  | 24–28 de setembro de 2022       | 3.024 | 33,2% | 19,4% | 23,5% | 0,5% | 1,9% | 0,2% | 20,9% | 9,7% |    |    |    |     |     |
| AtlasIntel/A Tarde              | 22–26 de setembro de 2022       | 1.600 | 50,7% | 18,4% | 13,9% | – | 3% | – | 13% | 32,3% |    |    |    |     |     |
| Paraná Pesquisas/Bahia Notícias | 19-23 de setembro de 2022       | 1.540 | 38,1% | 19,9% | 11,3% | 2% | 2,8% | 1,4% | 24,4% | 18,2% |    |    |    |     |     |
| IPEC/TV Bahia                   | 20-22 de setembro de 2022       | 1.504 | 41% | 19% | 9% | 3% | 3% | 3% | 13% | 22% |    |    |    |     |     |
| DataFolha/Metrópole             | 19-21 de setembro de 2022       | 1.526 | 41% | 19% | 7% | 3% | 3% | 3% | 25% | 22% |    |    |    |     |     |
| Paraná Pesquisas/Bahia Notícias | 14-18 de setembro de 2022       | 1.540 | 33,9% | 19,2% | 14% | 2,1% | 2,7% | 1,5% | 26,7% | 14,7% |    |    |    |     |     |
| DataFolha/Metrópole             | 12-14 de setembro de 2022       | 1.212 | 39% | 16% | 8% | 3% | 4% | 6% | 28% | 23% |    |    |    |     |     |
| Paraná Pesquisas/Bahia Notícias | 1-5 de setembro de 2022         | 1.540 | 31,8% | 17,1% | 14,7% | 1,7% | 3,4% | 1,7% | 29,6% | 14,7% |    |    |    |     |     |
| Real Big Time Data              | 2-3 de setembro de 2022         | 1.200 | 25% | 17% | 12% | – | 4% | – | 42% | 8% |    |    |    |     |     |
| IPEC/TV Bahia                   | 23-25 de agosto de 2022         | 1.008 | 30% | 11% | 7% | 5% | 5% | 4% | 37% | 19% |    |    |    |     |     |
| DataFolha/Metrópole             | 22-24 de agosto de 2022         | 1.008 | 32% | 10% | 7% | 4% | 4% | 6% | 37% | 22% |    |    |    |     |     |
| Paraná Pesquisas/Bahia Notícias | 11-15 de agosto de 2022         | 1.640 | 32,2% | 13,7% | 13,5% | 0,9% | 2,7% | 0,5% | 36,5% | 18,5% |    |    |    |     |     |
| 1–9 de agosto de 2022           | 1–9 de agosto de 2022           | Marcelo Barreto lanza su candidatura para Senado Federal por el Partido de la Movilización Nacional. Marcelo Nilo confirma su precandidatura a la reelección a la Cámara de Diputados. El Partido de la Causa Obrera lanza a Cícero Araújo como candidato. | Marcelo Barreto lanza su candidatura para Senado Federal por el Partido de la Movilización Nacional. Marcelo Nilo confirma su precandidatura a la reelección a la Cámara de Diputados. El Partido de la Causa Obrera lanza a Cícero Araújo como candidato. | Marcelo Barreto lanza su candidatura para Senado Federal por el Partido de la Movilización Nacional. Marcelo Nilo confirma su precandidatura a la reelección a la Cámara de Diputados. El Partido de la Causa Obrera lanza a Cícero Araújo como candidato. | Marcelo Barreto lanza su candidatura para Senado Federal por el Partido de la Movilización Nacional. Marcelo Nilo confirma su precandidatura a la reelección a la Cámara de Diputados. El Partido de la Causa Obrera lanza a Cícero Araújo como candidato. | Marcelo Barreto lanza su candidatura para Senado Federal por el Partido de la Movilización Nacional. Marcelo Nilo confirma su precandidatura a la reelección a la Cámara de Diputados. El Partido de la Causa Obrera lanza a Cícero Araújo como candidato. | Marcelo Barreto lanza su candidatura para Senado Federal por el Partido de la Movilización Nacional. Marcelo Nilo confirma su precandidatura a la reelección a la Cámara de Diputados. El Partido de la Causa Obrera lanza a Cícero Araújo como candidato. | Marcelo Barreto lanza su candidatura para Senado Federal por el Partido de la Movilización Nacional. Marcelo Nilo confirma su precandidatura a la reelección a la Cámara de Diputados. El Partido de la Causa Obrera lanza a Cícero Araújo como candidato. | Marcelo Barreto lanza su candidatura para Senado Federal por el Partido de la Movilización Nacional. Marcelo Nilo confirma su precandidatura a la reelección a la Cámara de Diputados. El Partido de la Causa Obrera lanza a Cícero Araújo como candidato. | Marcelo Barreto lanza su candidatura para Senado Federal por el Partido de la Movilización Nacional. Marcelo Nilo confirma su precandidatura a la reelección a la Cámara de Diputados. El Partido de la Causa Obrera lanza a Cícero Araújo como candidato. |    |    |    |     |     |
| Encuestadora                    | Fecha                           | Muestra | Otto PSD | Cacá PP | Raíssa PL | Marcelo REP | Tâmara PSOL | Outros | NS/NR | Ventaja |    |    |    |     |     |
| Encuestadora                    | Fecha                           | Muestra | | | | | | Outros | NS/NR | Ventaja |    |    |    |     |     |
| AtlasIntel/A Tarde              | 30 de julho–4 de agosto de 2022 | 1.600 | 39,2% | 12,9% | 16,2% | – | 5% | – | 23% | 26,7% |    |    |    |     |     |
| Séculus                         | 23–26 de julho de 2022          | 1.526 | 28,8% | 12,9% | 9,5% | – | 2,8% | – | 45,8% | 15,9% |    |    |    |     |     |
| Quaest/Genial                   | 9–12 de julho de 2022           | 1.140 | 32% | 10% | 6% | 6% | 4% | – | 42% | 22% |    |    |    |     |     |
| Quaest/Genial                   | 9–12 de julho de 2022           | 1.140 | 34% | 12% | 8% | – | 5% | – | 41% | 22% |    |    |    |     |     |
| Quaest/Genial                   | 9–12 de julho de 2022           | 1.140 | 36% | 14% | – | – | 8% | – | 41% | 22% |    |    |    |     |     |
| Real Time Big Data              | 6–7 de julho de 2022            | 1.500 | 29% | 8% | 10% | – | 6% | – | 47% | 19% |    |    |    |     |     |
| EXAME/IDEIA                     | 1–6 de julho de 2022            | 1.000 | 22% | 13% | 11% | 6% | 5% | – | 43% | 9% |    |    |    |     |     |
| Paraná Pesquisas/Bahia Notícias | 30 de junho–4 de julho de 2022  | 1.640 | 33,9% | 12,8% | 7,4% | – | 4,2% | – | 41,7% | 21,1% |    |    |    |     |     |
| Séculus/Informe Baiano          | 6–9 de junho de 2022            | 1.526 | 26,21% | 9,5% | 8,19% | – | 2,03% | – | 54,06% | 16,71% |    |    |    |     |     |
| Real Time Big Data/RecordTV     | 7–8 de junho 2022               | 1.500 | 29% | 6% | 11% | – | 5% | – | 49% | 18% |    |    |    |     |     |
| Quaest/Genial                   | 13–16 de maio de 2022           | 1.140 | 34% | 8% | 6% | 9% | 3% | – | 39% | 25% |    |    |    |     |     |
| Quaest/Genial                   | 13–16 de maio de 2022           | 1.140 | 38% | 10% | 7% | – | 5% | – | 39% | 28% |    |    |    |     |     |
| Quaest/Genial                   | 13–16 de maio de 2022           | 1.140 | 41% | 10% | – | – | 9% | – | 40% | 31% |    |    |    |     |     |
| Opnus/Salvador FM               | 28 de abril–2 de maio de 2022   | 1.500 | 29% | 12% | 10% | – | 3% | – | 46% | 17% |    |    |    |     |     |
| Opnus/Salvador FM               | 28 de abril–2 de maio de 2022   | 1.500 | 46% | 17% | – | – | – | [ 59 ] | 37% | 29% |    |    |    |     |     |
| 3 de maio de 2022               | 3 de maio de 2022               | João Leão renuncia a la precandidatura al Senado Federal y nomina a su hijo Cacá Leão para componer la lista liderada por ACM Neto. | João Leão renuncia a la precandidatura al Senado Federal y nomina a su hijo Cacá Leão para componer la lista liderada por ACM Neto. | João Leão renuncia a la precandidatura al Senado Federal y nomina a su hijo Cacá Leão para componer la lista liderada por ACM Neto. | João Leão renuncia a la precandidatura al Senado Federal y nomina a su hijo Cacá Leão para componer la lista liderada por ACM Neto. | João Leão renuncia a la precandidatura al Senado Federal y nomina a su hijo Cacá Leão para componer la lista liderada por ACM Neto. | João Leão renuncia a la precandidatura al Senado Federal y nomina a su hijo Cacá Leão para componer la lista liderada por ACM Neto. | João Leão renuncia a la precandidatura al Senado Federal y nomina a su hijo Cacá Leão para componer la lista liderada por ACM Neto. | João Leão renuncia a la precandidatura al Senado Federal y nomina a su hijo Cacá Leão para componer la lista liderada por ACM Neto. | João Leão renuncia a la precandidatura al Senado Federal y nomina a su hijo Cacá Leão para componer la lista liderada por ACM Neto. |    |    |    |     |     |
| Encuestadora                    | Fecha                           | Muestra | Otto PSD | Leão PP | Raíssa PL | Marcelo REP | Tâmara PSOL | Outros | NS/NR | Ventaja |    |    |    |     |     |
| Encuestadora                    | Fecha                           | Muestra | | | | | | Outros | NS/NR | Ventaja |    |    |    |     |     |
| Paraná Pesquisas                | 19–24 de abril de 2022          | 1.820 | 32,7% | 15,4% | 7% | – | 5,6% | – | 39,2% | 17,3% |    |    |    |     |     |
| Séculus/Informe Baiano          | 20–22 de abril de 2022          | 1.526 | 28,44% | 16,09% | 8,49% | – | 1,61% | – | 45,37% | 12,35% |    |    |    |     |     |
| Séculus/RecordTV Itapoan        | 24–26 de março de 2022          | 1.526 | 26,17% | 16,36% | 9,10% | – | 3,01% | – | 45,35% | 9,81% |    |    |    |     |     |
| Quaest/Genial                   | 16–19 de março de 2022          | 1.140 | 21% | 12% | 6% | 4% | 3% | 20% | 35% | 1% |    |    |    |     |     |
| Quaest/Genial                   | 16–19 de março de 2022          | 1.140 | 24% | 13% | 7% | – | 4% | 16% | 36% | 8% |    |    |    |     |     |
| Quaest/Genial                   | 16–19 de março de 2022          | 1.140 | 26% | 16% | – | – | – | 20% | 38% | 6% |    |    |    |     |     |
| Opnus/Nova Salvador FM          | 16–18 de março de 2022          | 1.500 | 27% | 11% | – | – | – | 11% | 50% | 16% |    |    |    |     |     |

## Resultados

### Gobernador
| Candidatos                                                                        | Candidatos                | Candidatos                | Primera vuelta | Primera vuelta | Segunda vuelta | Segunda vuelta |
| Gobernador                                                                        | Gobernador                | Vicegobernador/a          | Votos          | %              | Votos          | %              |
| --------------------------------------------------------------------------------- | ------------------------- | ------------------------- | -------------- | -------------- | -------------- | -------------- |
|                                                                                   | Jerônimo Rodrigues (PT)   | Geraldo Júnior (MDB)      | 4,019,830      | 49,45          | 4,480,464      | 52,79          |
|                                                                                   | ACM Neto (UNIÃO)          | Ana Coelho (Republicanos) | 3,316,711      | 40,80          | 4,007,023      | 47,21          |
|                                                                                   | João Roma (PL)            | Leonídia Umbelina (PMB)   | 738,311        | 9,08           |                |                |
|                                                                                   | Kleber Rosa (PSOL)        | Ronaldo Mansur (PSOL)     | 48,239         | 0,59           |                |                |
|                                                                                   | Giovani Damico (PCB)      | João Coimbra (PCB)        | 5,951          | 0,07           |                |                |
|                                                                                   | Marcelo Millet (PCO)      | Roque Vieira Jr. (PCO)    | 826            | 0,01           |                |                |
|                                                                                   |                           |                           |                |                |                |                |
| Votos válidos                                                                     | Votos válidos             | Votos válidos             | 8,129,042      | 91,69          | 8,487,487      | 94,68          |
| Votos nulos                                                                       | Votos nulos               | Votos nulos               | 499,841        | 5,64           | 363,656        | 4,06           |
| Votos en blanco                                                                   | Votos en blanco           | Votos en blanco           | 236,750        | 2,67           | 113,101        | 1,26           |
| Total                                                                             | Total                     | Total                     | 8,866,459      | 100,00         | 8,964,244      | 100,00         |
| Registrados/Participación                                                         | Registrados/Participación | Registrados/Participación | 11,273,819     | 78,65          | 11,274,423     | 79,51          |
|                                                                                   |                           |                           |                |                |                |                |
| Fuente: Justiça Eleitoral Archivado el 2 de noviembre de 2022 en Wayback Machine. |                           |                           |                |                |                |                |

### Senador Federal
| Candidato                                                                         | Candidato                 | Partido                   | Votos      | %      |
| --------------------------------------------------------------------------------- | ------------------------- | ------------------------- | ---------- | ------ |
|                                                                                   | Otto Alencar              | PSD                       | 4,218,333  | 58,31  |
|                                                                                   | Cacá Leão                 | PP                        | 1,826,218  | 25,24  |
|                                                                                   | Raissa Soares             | PL                        | 1,057,085  | 14,61  |
|                                                                                   | Tâmara Azevedo            | PSOL                      | 119,307    | 1,65   |
|                                                                                   | Marcelo Barreto           | PMN                       | 12,318     | 0,17   |
|                                                                                   | Cicero Araujo             | PCO                       | 1,549      | 0,02   |
|                                                                                   |                           |                           |            |        |
| Votos válidos                                                                     | Votos válidos             | Votos válidos             | 7,233,261  | 81,60  |
| Votos nulos                                                                       | Votos nulos               | Votos nulos               | 1,098,493  | 12,39  |
| Votos en blanco                                                                   | Votos en blanco           | Votos en blanco           | 533,156    | 6,01   |
| Total                                                                             | Total                     | Total                     | 8,866,459  | 100,00 |
| Registrados/Participación                                                         | Registrados/Participación | Registrados/Participación | 11,273,819 | 78,65  |
|                                                                                   |                           |                           |            |        |
| Fuente: Justiça Eleitoral Archivado el 2 de noviembre de 2022 en Wayback Machine. |                           |                           |            |        |

### Diputados federales electos
Se enumeran los 39 candidatos electos para el cargo de diputado federal por el estado de Bahía que deberán asumir el cargo en la Cámara de Diputados el 1 de febrero de 2023.
| Candidato(a) | Candidato(a)             | Partido      | Votos   | Ciudad de origen     | Estado         |
| ------------ | ------------------------ | ------------ | ------- | -------------------- | -------------- |
|              | Otto Filho               | PSD          | 200.904 | Salvador             | Bahía          |
|              | Elmar Nascimento         | UNIÃO        | 175.377 | Campo Formoso        | Bahía          |
|              | Diego Coronel            | PSD          | 171.684 | Coração de Maria     | Bahía          |
|              | Antonio Brito            | PSD          | 165.266 | Salvador             | Bahía          |
|              | Neto Carletto            | PP           | 164.654 | Itamaraju            | Bahía          |
|              | Roberta Roma             | PL           | 160.729 | Salvador             | Bahía          |
|              | Cláudio Cajado           | PP           | 154.097 | Salvador             | Bahía          |
|              | Mário Negromonte Jr.     | PP           | 147.711 | Paulo Afonso         | Bahía          |
|              | Léo Prates               | PDT          | 143.761 | Salvador             | Bahía          |
|              | Deputado Dal             | UNIÃO        | 140.371 | Amargosa             | Bahía          |
|              | Gabriel Nunes            | PSD          | 138.448 | Euclides da Cunha    | Bahía          |
|              | Paulo Azi                | UNIÃO        | 137.383 | Salvador             | Bahía          |
|              | Ricardo Maia             | MDB          | 136.834 | Ribeira do Pombal    | Bahía          |
|              | Jorge Solla              | PT           | 128.968 | Salvador             | Bahía          |
|              | Zé Neto                  | PT           | 128.435 | Feira de Santana     | Bahía          |
|              | Daniel                   | PCdoB        | 125.372 | Mairi                | Bahía          |
|              | Alice Portugal           | PCdoB        | 124.358 | Salvador             | Bahía          |
|              | Adolfo Viana             | PSDB         | 123.199 | Salvador             | Bahía          |
|              | Márcio Marinho           | Republicanos | 118.904 | Cabo Frio            | Río de Janeiro |
|              | Afonso Florence          | PT           | 118.013 | Salvador             | Bahía          |
|              | Sérgio Brito             | PSD          | 116.960 | Vitória da Conquista | Bahía          |
|              | Waldenor Pereira         | PT           | 113.110 | Caculé               | Bahía          |
|              | Lídice da Mata           | PSB          | 112.385 | Cachoeira            | Bahía          |
|              | Bacelar                  | PV           | 110.787 | Esplanada            | Bahía          |
|              | Arthur Maia              | UNIÃO        | 108.672 | Salvador             | Bahía          |
|              | Paulo Magalhães          | PSD          | 107.093 | Salvador             | Bahía          |
|              | Alex Santana             | Republicanos | 106.940 | Salvador             | Bahía          |
|              | Ivoneide Caetano         | PT           | 105.885 | Biritinga            | Bahía          |
|              | Joseildo Ramos           | PT           | 104.228 | Alagoinhas           | Bahía          |
|              | João Leão                | PP           | 102.376 | Recife               | Pernambuco     |
|              | Capitão Alden            | PL           | 95.151  | Salvador             | Bahía          |
|              | João Carlos Bacelar      | PL           | 90.228  | Salvador             | Bahía          |
|              | Valmir Assunção          | PT           | 90.148  | Itamaraju            | Bahía          |
|              | Rogéria Santos           | Republicanos | 82.012  | São João de Meriti   | Río de Janeiro |
|              | Leur Lomanto Jr.         | UNIÃO        | 82.004  | Salvador             | Bahía          |
|              | José Rocha               | UNIÃO        | 78.833  | Coribe               | Bahía          |
|              | Pastor Sargento Isidório | AVANTE       | 77.164  | Salvador             | Bahía          |
|              | Félix Mendonça           | PDT          | 71.774  | Itabuna              | Bahía          |
|              | Raimundo Costa           | PODE         | 53.486  | Valença              | Bahía          |

     Diputados reelectos      Elegido por cociente electoral

#### Resultados por partido
| N.º                       | Partido                                          | Votos      | %      | Escaños | ±           |
| ------------------------- | ------------------------------------------------ | ---------- | ------ | ------- | ----------- |
| 13                        | Partido de los Trabajadores (PT)                 | 1.369.997  | 17,21  | 7       | 1           |
| 55                        | Partido Social Democrático (PSD)                 | 1.141.474  | 14,34  | 6       | 2           |
| 44                        | Unión Brasil (UNIÃO)                             | 1.075.013  | 13,51  | 6       | 6           |
| 11                        | Progresistas (PP)                                | 776.833    | 9,76   | 4       | 1           |
| 22                        | Partido Liberal (PL)                             | 620.140    | 7,79   | 3       | 1           |
| 10                        | Republicanos (REP)                               | 533.293    | 6,70   | 3       | 1           |
| 12                        | Partido Democrático Laborista (PDT)              | 396.887    | 4,99   | 2       | Sin cambios |
| 15                        | Movimento Democrático Brasileño (MDB)            | 289.982    | 3,64   | 1       | 1           |
| 70                        | Avante (AVANTE)                                  | 276.488    | 3,47   | 1       | 1           |
| 65                        | Partido Comunista de Brasil (PCdoB)              | 265.901    | 3,34   | 2       | Sin cambios |
| 45                        | Partido de la Social Democracia Brasileña (PSDB) | 215.880    | 2,71   | 1       | Sin cambios |
| 40                        | Partido Socialista Brasileiro (PSB)              | 194.702    | 2,45   | 1       | 1           |
| 19                        | Podemos (PODE)                                   | 176.466    | 2,22   | 1       | Sin cambios |
| 20                        | Partido Social Cristiano (PSC)                   | 151.321    | 1,90   | 0       | Sin cambios |
| 43                        | Partido Verde (PV)                               | 124.105    | 1,57   | 1       | 1           |
| 77                        | Solidaridad (SD)                                 | 108.138    | 1,36   | 0       | Sin cambios |
| 23                        | Ciudadanía (CIDADANIA)                           | 58.179     | 0,73   | 0       | Sin cambios |
| 14                        | Partido Laborista Brasileño (PTB)                | 52.136     | 0,65   | 0       | Sin cambios |
| 50                        | Partido Socialismo y Libertad (PSOL)             | 46.756     | 0,59   | 0       | Sin cambios |
| 51                        | Patriota (PATRI)                                 | 14.405     | 0,18   | 0       | Sin cambios |
| 30                        | Partido Nuevo (NOVO)                             | 12.426     | 0,16   | 0       | Sin cambios |
| 35                        | Partido de la Mujer Brasileña (PMB)              | 11.944     | 0,15   | 0       | Sin cambios |
| 18                        | Red de Sostenibilidad (REDE)                     | 10.904     | 0,14   | 0       | Sin cambios |
| 90                        | Partido Republicano de Orden Social (PROS)       | 9.577      | 0,12   | 0       | Sin cambios |
| 21                        | Partido Comunista Brasileño (PCB)                | 6.017      | 0,08   | 0       | Sin cambios |
| 27                        | Democracia Cristiana (DC)                        | 5.953      | 0,07   | 0       | Sin cambios |
| 36                        | Actuar (AGIR-36)                                 | 4.495      | 0,06   | 0       | Sin cambios |
| 80                        | Unidad Popular (UP)                              | 4.043      | 0,05   | 0       | Sin cambios |
| 28                        | Partido Renovador Laborista Brasileño (PRTB)     | 3.701      | 0,05   | 0       | Sin cambios |
| 29                        | Partido de la Causa Obrera (PCO)                 | 275        | 0,00   | 0       | Sin cambios |
|                           |                                                  |            |        |         |             |
| Votos válidos             | Votos válidos                                    | 7.959.757  | 89,77  |         |             |
| Votos en blanco           | Votos en blanco                                  | 460.447    | 5,20   |         |             |
| Votos nulos               | Votos nulos                                      | 446.254    | 5,03   |         |             |
| Total                     | Total                                            | 8.866.459  | 100,00 | 39      | Sin cambios |
| Registrados/Participación | Registrados/Participación                        | 11.291.528 | 78,64  |         |             |
| Fuente:                   |                                                  |            |        |         |             |

### Diputados estatales electos
Se enumeran los 63 candidatos elegidos para el cargo de diputado estatal por el estado de Bahía que asumirán el cargo en la Asamblea Legislativa de Bahía el 1 de febrero de 2023.
| Candidato(a) | Candidato(a)              | Partido      | Votos   | Ciudad de origen       | Estado               |
| ------------ | ------------------------- | ------------ | ------- | ---------------------- | -------------------- |
|              | Ivana Bastos              | PSD          | 118.417 | Caetité                | Bahía                |
|              | Alex da Piatã             | PSD          | 114.778 | Conceição do Coité     | Bahía                |
|              | Adolfo Menezes            | PSD          | 107.747 | Campo Formoso          | Bahía                |
|              | Marcinho Oliveira         | UNIÃO        | 104.969 | Santaluz               | Bahía                |
|              | Samuel Júnior             | Republicanos | 98.914  | Salvador               | Bahía                |
|              | Olívia Santana            | PCdoB        | 92.559  | Salvador               | Bahía                |
|              | Rosemberg                 | PT           | 90.769  | Itororó                | Bahía                |
|              | Rogério Andrade           | MDB          | 89.269  | Santo Antônio de Jesus | Bahía                |
|              | Niltinho                  | PP           | 88.313  | Salvador               | Bahía                |
|              | Zé Raimundo Fontes        | PT           | 87.695  | Pojuca                 | Bahía                |
|              | Nelson Leal               | PP           | 81.683  | Salvador               | Bahía                |
|              | Eures Ribeiro             | PSD          | 81.508  | Bom Jesus da Lapa      | Bahía                |
|              | Jurailton Santos          | Republicanos | 80.601  | Vera Cruz              | Bahía                |
|              | Pedro Tavares             | UNIÃO        | 80.490  | Salvador               | Bahía                |
|              | Katia Oliveira            | UNIÃO        | 80.417  | Salvador               | Bahía                |
|              | Marcelinho Veiga          | UNIÃO        | 78.456  | Salvador               | Bahía                |
|              | José de Arimateia         | Republicanos | 77.995  | Alexandria             | Río Grande del Norte |
|              | Osni                      | PT           | 77.624  | Serrinha               | Bahía                |
|              | Alan Sanches              | UNIÃO        | 77.316  | Salvador               | Bahía                |
|              | Ângelo Coronel Filho      | PSD          | 76.455  | Salvador               | Bahía                |
|              | Sandro Régis              | UNIÃO        | 76.361  | Salvador               | Bahía                |
|              | Tiago Correia             | PSDB         | 71.986  | Vitória da Conquista   | Bahía                |
|              | Eduardo Salles            | PP           | 68.673  | Salvador               | Bahía                |
|              | Luciano Simões            | UNIÃO        | 68.377  | Salvador               | Bahía                |
|              | Vitor Bonfim              | PV           | 68.043  | Ibotirama              | Bahía                |
|              | Vitor Azevedo             | PL           | 67.847  | Salvador               | Bahía                |
|              | Cafu Barreto              | PSD          | 67.324  | Irecê                  | Bahía                |
|              | Eduardo Alencar           | PSD          | 67.265  | Ruy Barbosa            | Bahía                |
|              | Junior Muniz              | PT           | 67.175  | Jacobina               | Bahía                |
|              | Marquinho Viana           | PV           | 66.940  | Barra da Estiva        | Bahía                |
|              | Manuel Rocha              | UNIÃO        | 66.445  | Salvador               | Bahía                |
|              | Robinho                   | UNIÃO        | 65.681  | Nanuque                | Minas Gerais         |
|              | Junior Nascimento         | UNIÃO        | 65.423  | Campo Formoso          | Bahía                |
|              | Jordvio Ramos             | PSDB         | 64.569  | Juazeiro               | Bahía                |
|              | Bobô                      | PCdoB        | 61.469  | Senhor do Bonfim       | Bahía                |
|              | Soane Galvão              | PSB          | 61.399  | Itapetinga             | Bahía                |
|              | Ludmilla Fiscina          | PV           | 60.921  | Alagoinhas             | Bahía                |
|              | Hassan de Zé Cocá         | PP           | 60.718  | Jequié                 | Bahía                |
|              | Matheus de Geraldo Júnior | MDB          | 60.214  | Salvador               | Bahía                |
|              | Angelo Almeida            | PSB          | 59.841  | Feira de Santana       | Bahía                |
|              | Robinson                  | PT           | 59.435  | Jequié                 | Bahía                |
|              | Fabrício                  | PCdoB        | 57.903  | Feira de Santana       | Bahía                |
|              | Roberto Carlos            | PV           | 57.798  | Uauá                   | Bahía                |
|              | Fátima Nunes              | PT           | 56.642  | Paripiranga            | Bahía                |
|              | Pablo Roberto             | PSDB         | 55.585  | Feira de Santana       | Bahía                |
|              | Euclides Fernandes        | PT           | 55.278  | Pau dos Ferros         | Río Grande del Norte |
|              | Ricardo Rodrigues         | PSD          | 55.031  | Irecê                  | Bahía                |
|              | Emerson Penalva           | PDT          | 51.933  | Esplanada              | Bahía                |
|              | Felipe Duarte             | PP           | 51.187  | Guanambi               | Bahía                |
|              | Crisóstomo Antônio Lima   | PCdoB        | 50.893  | Xique-Xique            | Bahía                |
|              | María del Carmen          | PT           | 50.365  | Caniça                 | Galicia, España      |
|              | Claudia Oliveira          | PSD          | 49.944  | Itabuna                | Bahía                |
|              | Antônio Henrique Jr.      | PP           | 49.882  | Itabuna                | Bahía                |
|              | Binho Galinha             | Patriota     | 49.834  | Milagres               | Bahía                |
|              | Paulo Rangel              | PT           | 49.639  | Paulo Afonso           | Bahía                |
|              | Hilton Coelho             | PSOL         | 45.491  | Salvador               | Bahía                |
|              | Laerte do Vando           | PSC          | 44.669  | Monte Santo            | Bahía                |
|              | Leandro de Jesus          | PL           | 39.206  | Salvador               | Bahía                |
|              | Patrick Lopes             | AVANTE       | 35.607  | Jitaúna                | Bahía                |
|              | Raimundinho da Jr         | PL           | 35.188  | Ubaitaba               | Bahía                |
|              | Dr. Diego Castro          | PL           | 33.827  | Salvador               | Bahía                |
|              | Luciano Araújo            | SD           | 28.412  | Valente                | Bahía                |
|              | Pancadinha                | SD           | 27.338  | Itabuna                | Bahía                |

     Diputados reelectos      Elegido por cociente electoral

#### Resultados por partido
| N.º                       | Partido                                          | Votos      | %      | Escaños | ±           |
| ------------------------- | ------------------------------------------------ | ---------- | ------ | ------- | ----------- |
| 13                        | Partido de los Trabajadores (PT)                 | 1.219.500  | 15,36  | 9       | 1           |
| 44                        | Unión Brasil (UNIÃO)                             | 1.151.774  | 14,51  | 10      | 1           |
| 55                        | Partido Social Democrático (PSD)                 | 1.109.991  | 13,98  | 9       | Sin cambios |
| 11                        | Progresistas (PP)                                | 718.906    | 9,05   | 6       | 1           |
| 22                        | Partido Liberal (PL)                             | 469.296    | 5,91   | 4       | 3           |
| 10                        | Republicanos (REP)                               | 401.163    | 5,05   | 3       | 2           |
| 45                        | Partido de la Social Democracia Brasileña (PSDB) | 373.344    | 4,70   | 3       | Sin cambios |
| 65                        | Partido Comunista de Brasil (PCdoB)              | 335.364    | 4,22   | 4       | 1           |
| 40                        | Partido Socialista Brasileiro (PSB)              | 311.346    | 3,92   | 2       | 2           |
| 77                        | Solidaridad (SD)                                 | 274.173    | 3,45   | 2       | 2           |
| 15                        | Movimento Democrático Brasileño (MDB)            | 246.881    | 3,11   | 2       | 1           |
| 12                        | Partido Democrático Laborista (PDT)              | 222.709    | 2,80   | 1       | 2           |
| 20                        | Partido Social Cristiano (PSC)                   | 195.628    | 2,46   | 1       | 2           |
| 50                        | Partido Socialismo y Libertad (PSOL)             | 148.051    | 1,86   | 1       | Sin cambios |
| 70                        | Avante (AVANTE)                                  | 121.860    | 1,53   | 1       | Sin cambios |
| 43                        | Partido Verde (PV)                               | 124.105    | 1,57   | 4       | 4           |
| 51                        | Patriota (PATRI)                                 | 112.674    | 1,42   | 1       | 1           |
| 14                        | Partido Laborista Brasileño (PTB)                | 52.108     | 0,66   | 0       | Sin cambios |
| 23                        | Ciudadanía (CIDADANIA)                           | 35.956     | 0,45   | 0       | Sin cambios |
| 35                        | Partido de la Movilización Nacional (PMN)        | 12.714     | 0,16   | 0       | Sin cambios |
| 30                        | Partido Nuevo (NOVO)                             | 9.783      | 0,12   | 0       | Sin cambios |
| 28                        | Partido Renovador Laborista Brasileño (PRTB)     | 7.264      | 0,09   | 0       | Sin cambios |
| 35                        | Partido de la Mujer Brasileña (PMB)              | 7.056      | 0,15   | 0       | Sin cambios |
| 90                        | Partido Republicano de Orden Social (PROS)       | 6.634      | 0,08   | 0       | Sin cambios |
| 36                        | Actuar (AGIR-36)                                 | 6.528      | 0,08   | 0       | Sin cambios |
| 18                        | Red de Sostenibilidad (REDE)                     | 6.370      | 0,08   | 0       | Sin cambios |
| 27                        | Democracia Cristiana (DC)                        | 4.892      | 0,06   | 0       | Sin cambios |
| 80                        | Unidad Popular (UP)                              | 2.844      | 0,04   | 0       | Sin cambios |
|                           |                                                  |            |        |         |             |
| Votos válidos             | Votos válidos                                    | 7.940.192  | 89,55  |         |             |
| Votos en blanco           | Votos en blanco                                  | 480.573    | 5,42   |         |             |
| Votos nulos               | Votos nulos                                      | 445.693    | 5,03   |         |             |
| Total                     | Total                                            | 8.866.459  | 100,00 | 63      | Sin cambios |
| Registrados/Participación | Registrados/Participación                        | 11.291.528 | 78,64  |         |             |
| Fuente:                   |                                                  |            |        |         |             |